# Shunmyō Masuno
Shunmyō Masuno (japanisch 枡野 俊明 Masuno Shunmyō; * 2. Februar 1953 in Tsurumi-ku, Yokohama city) ist ein japanischer Zen-Mönch, der 18. Chief Priest des Kenkohji Zen Tempels in Yokohama, Landschaftsarchitekt und Unternehmer. Er ist emeritierter Professor der Tama Art University in Tokio.
Masuno hat über 60 Gärten in Japan, in Europa und in Nordamerika gestaltet.

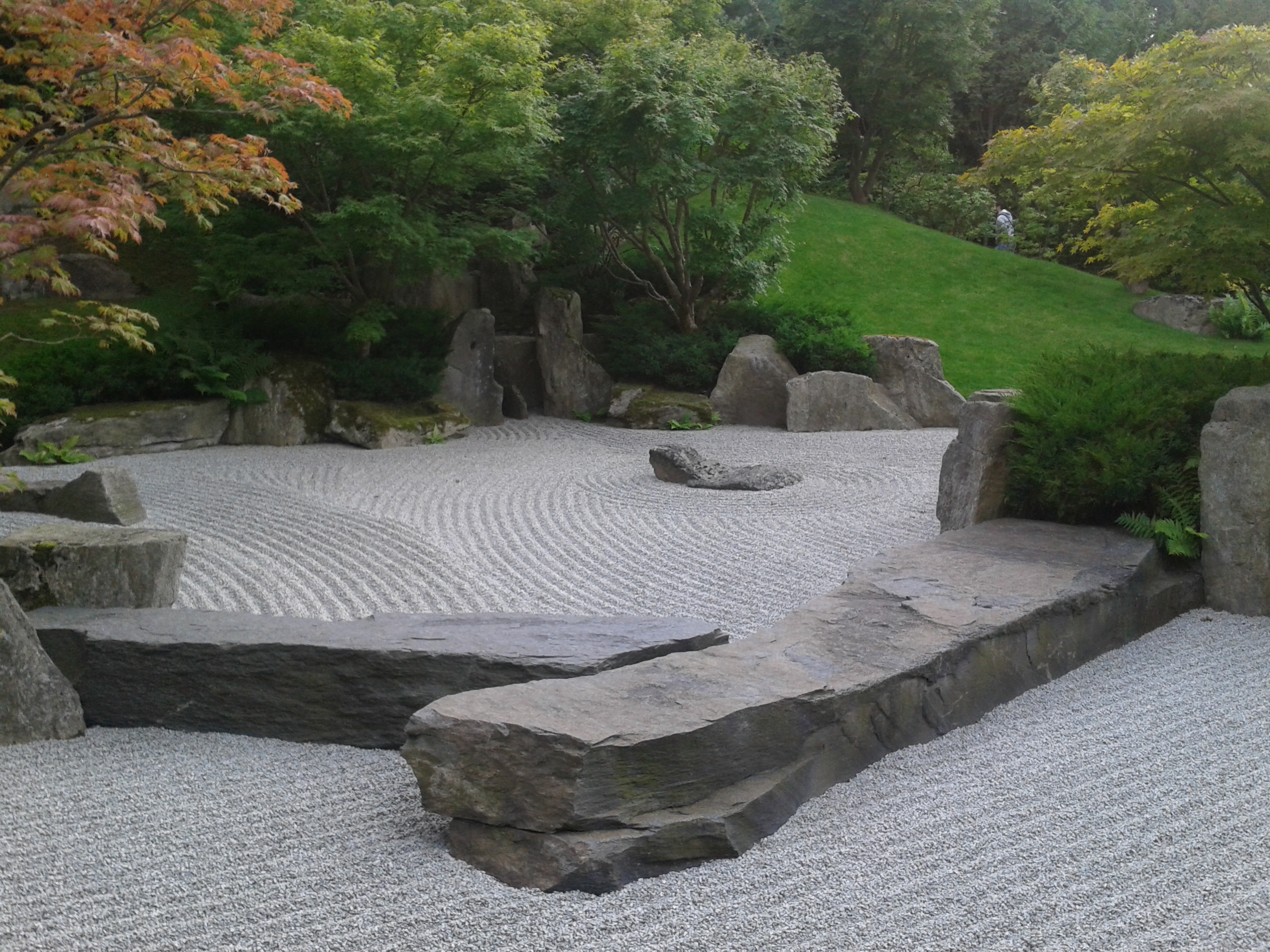
Garten des zusammenfließenden Wassers, Berlin-Marzahn

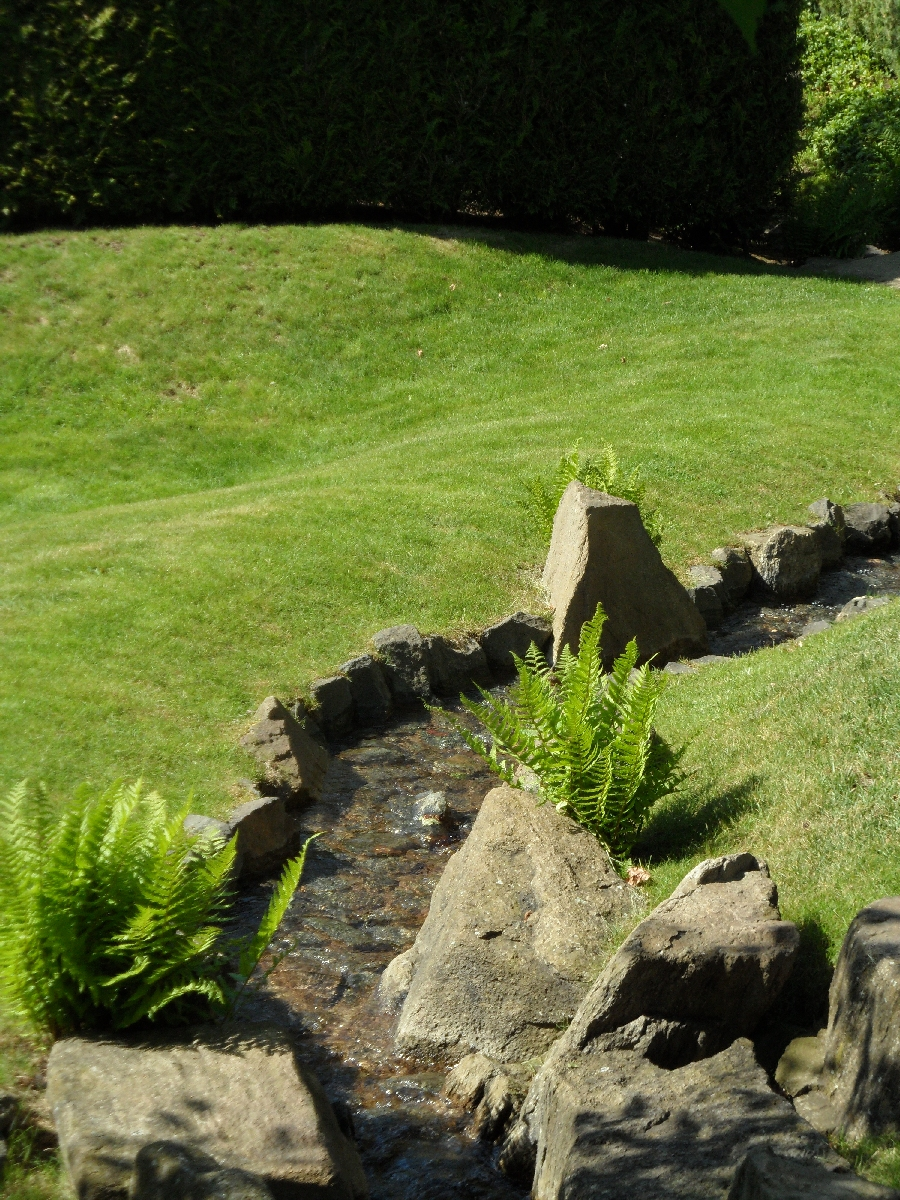
Garten des zusammenfließenden Wassers

## Leben
Shunmyo Masuno wurde als erster Sohn des Zen-Priesters Shinpo Masuno geboren. Er wurde 1970 als Priester des Kenkohji Zen Tempels ordiniert und 2000 zum Chief Priest des Tempels ernannt. 2022 erhielt er den Titel Daikyoshi (Großer Lehrer) des Soto Zen.
Masuno absolvierte ein Studium an der Tamagawa University mit einem Abschluss 1975 als Bachelor of Agriculture und praktizierte danach über fünf Jahre bei dem Landschaftsdesigner Katsuo Saito. 1982 gründete er die Firma für Landschaftsarchitektur Japan Landscape Consultants Ltd. mit Sitz in Yokohama.
1998 wurde er zum Professor an das Department of Environmental Design der Tama Art University berufen. Er hatte Gastprofessuren an der University of British Columbia (UBC) (1987), der Cornell University und der University of Toronto (1989) sowie 1990 in Havard und 2013 in Peking. Seit 2023 ist er Emeritus der Tama Art Universität.

## Werk
Masuno verbindet in seinen Gärten modernes Design mit Elementen traditioneller japanischer Gartenkunst. Bei der Anlage von Gärten, die sich durch den Einsatz von Sand, Kies und Steinblöcken auszeichnen, bevorzugt er Material aus der Umgebung, ebenso wie Pflanzen aus dem betreffenden Land, in dem er den Garten anlegt. Er hat private und öffentliche Gärten entworfen, Gärten auf dem Land und in der Stadt, für Tempel, den Campus von Universitäten, Anlagen und Dachgärten von Hotels oder Kongresszentren.

## Rezeption im Film
2005 drehte Christoph Schuch (* 1965) den Film 21 Century Garden Art – The Zen Gardens of Shunmyo Masuno, der 2007 als Bester Dokumentarfilm auf dem Film Festival Cinéfeuille Gaillac ausgezeichnet wurde.
2018 veröffentlichte die Brown University in Providence auf YouTube innerhalb ihrer Reihe Contemplative Studies Initiative and Concentration  den Film „The Art and Philosophy of Zen Garden Design“ (Dauer 1.07:59), in dem Masuno ausführlich auf die geistigen Grundlagen und die praktische Ausführung seiner Gärten eingeht.

## Preise und Auszeichnungen (Auswahl)
Masuno wurde seit 1995 mit zahlreichen japanischen Architekturpreisen ausgezeichnet. 2006 erhielt er das Bundesverdienstkreuz für den Garten des zusammenfließenden Wassers in Berlin-Marzahn.
- 1995: National Merit Award, Canadian Society of Landscape Architects für die Renovierung des Nitobe Memorial Garden
- 1997: National Grand Prize - Japanese Institute of Landscape Architecture
- 2010: Kanagawa Prefecture Architectural Award Excellent Award
- 2017: Platinum der A'Design Award & Competition für „Yu-kyu-En“, Garten des Hofu City-Krematoriums in der Präfektur Yamaguchi und für den Garten von Pavilla Hill in Hongkong.

## Schriften (Auswahl)
- How to Let Things Go. 99 Tips from a Zen Buddhist Monk to Relinquish Control and Free Yourself Up for What Matters. Penguin, London 2024. ISBN 979-8-217-09671-8
- Zen. The Art of Simple Living. 100 daily practices from a Japanese Zen monk for a lifetime of calm and joy. Allison Markin Powell (Übersetzer). Penguin, London 2019. ISBN 978-0-241-37183-1
- Don’t Worry. 48 Lessons on Relieving Anxiety from a Zen Buddhist Monk Übers. Maike und Stephan Schuhmacher. Heyne, München 2024.
- Zen Magic. Wie man sein Leben aufräumt und dabei ein reines Herz bekommt. Übers. Nora Bierich. Barth, München 2019. ISBN 978-3-426-29296-9